# Bernardo Sabadini
Bernardo Sabadini   (Venècia, segle XVII - Parma, 26 de novembre de 1718) va ser un músic i compositor italià.

## Biografia
Del 1662 al 1672, va ser mestre d'instruments i ajudant de Johann Rosenmüller al Pio Ospedale della Pietà de Venècia. A partir d'aleshores, de juliol de 1681, és organista a la cort dels Farnese, a Parma, on l'1 de març de 1689, va ser nomenat mestre de capella. Des del febrer del mateix any, va ser també organista a l'església ducal, a més de director de la capella després del 1692.
Va ser actiu com a compositor de la cort del 1686 al 1700 i responsable de la preparació de la nova música per al Nuovissimo Teatro Ducale de Parma i el Nuovo Teatro Ducale de Plasència; per a la preparació dels espectacles va treballar amb poetes i llibretistes de la cort —fins al 1687 amb Lotto Lotti, fins al 1694 amb Aurelio Aureli i després amb Giovanni Tamagni— així com amb l'escenògraf Ferdinando Galli de Bibbiena, amb Federico Crivelli a càrrec de la dansa i amb Gasparo Torelli per al vestuari. Durant el seu període actiu a la cort de Parma, l'òpera va assolir nivells alts de qualitat, comparables als dels millors teatres italians de l'època.
El 1690, per celebrar el matrimoni d'Eduard II Farnese i Dorotea Sofia, va escriure  La glòria d'Amore e Il favore degli dei. Els darrers anys de la seva vida, va presentar les seves obres fora de Parma, principalment a Torí, Roma, Gènova i Pavia.
Les obres teatrals de Sabadini representades al Ducat de Parma es divideixen en dos grups: en el primer grup hi ha les obres originals escrites per a la cort dels Farnese, mentre que en el segon hi ha obres adaptades d'altres compositors contemporanis i representades anteriorment en teatres venecians. Com els altres compositors del seu temps, va escriure parts virtuoses en les seves òperes, no només per a les veus, sinó també per als instruments, en particular per al violoncel obligatori.

## Treballs
Òperes
- Furio Camillo (drama per música, llibret de Lotto Lotti, 1686, Piacenza)
- Didio Giuliano (drama per música, llibret de Lotto Lotti, 1687, Piacenza)
- Zenone il tiranno (drama per música, llibret de Lotto Lotti, 1687, Piacenza)
- Olimpia placata (drama per música, llibret d'Aurelio Aureli, de Ludovico Ariosto, 1687, Parma; revisió de l'Olimpia vendicata de Domenico Freschi)
- L'Ercole trionfante (drama per música, llibret d'Aurelio Aureli, 1688, Piacenza; revisió de l'Ercole in Tebe de Giovanni Antonio Boretti)
- Teseo in Atene (drama per música, llibret d'Aurelio Aureli, 1688, Parma; revisió de la Medea in Atene d'Antonio Giannettini)
- Hierone tiranno di Siracusa (drama per música, llibret d'Aurelio Aureli, 1688, Piacenza)
- Amor spesso inganna (drama per música, llibret d'Aurelio Aureli, 1689, Piacenza; revisió del l'Orfeo d'Antonio Sartorio)
- Teodora clemente (drama per música, llibret d'Aurelio Aureli, després Adriano Morselli, 1689, Piacenza; revisió de la Teodora Augusta de Domenico Gabrielli)
- Il Vespasiano (drama per música, llibret d'Aurelio Aureli, després Giulio Cesare Corradi, 1689, Parma; revisió de l'omonima òpera de Carlo Pallavicino)
- La gloria d'Amore (espectacle festiu, llibretto d'Aurelio Aureli, 1690, Parma)
- Il favore degli dei (drama fantastic musical, llibret d'Aurelio Aureli, 1690, Parma)
- Pompeo continente (drama per música, llibret d'Aurelio Aureli, 1690, Piacenza)
- Diomede punito da Alcide (drama per música, llibret d'Aurelio Aureli, 1691, Piacenza)
- La pace fra Tolomeo e Seleuco (drama per música, llibret d'Aurelio Aureli, després Adriano Morselli; revisió de l'obra homònima de Carlo Francesco Pollarolo)
- Circe abbandonata da Ulisse (obra, llibret d'Aurelio Aureli, 1692, Piacenza)
- Il Massimino (obra, llibret de Aurelio Aureli, 1692, Parma; revisió de Massimo Puppieno per Carlo Pallavicino)
- Talestri innamorata d'Alessandro Magno (drama, llibret d'Aurelio Aureli, 1693, Piacenza)
- Il riso nato fra il pianto (drama per a música, llibret d'Aurelio Aureli, 1694, Torí)
- Demetrio tiranno (drama, llibret d'Aurelio Aureli, 1694, Piacenza)
- L'Orfeo (drama per a música, llibret d'Aurelio Aureli, 1694, Roma)
- L'Aiace (drama per a música, llibret de Pietro d'Averara, 1697, Roma; revisió de l'òpera homònima per Carlo Ambrogio Lonati, Paolo Magni i Francesco Ballarotti)
- L'Eusonia, overo La dama stravagante  (composició dramàtica, 1697, Roma; revisió de Licinio Imperatore per Carlo Pallavicino)
- La virtù trionfante dell'inganno (obra tragicòmica, llibret de G. C. Godi, 1697, Piacenza)
- L'Alarico (drama per a música, llibret de Carlo Maria Maggi, 1698, Gènova)
- Il Domizio (drama per a música, llibret de Carlo Maria Maggi, 1698, Gènova; revisió de l'òpera homònima de Marc'Antonio Ziani)
- Il Ruggiero (drama per a música, llibret de Giuseppe Tamagni, després de Ludovico Ariosto, 1699, Parma)
- L'Eraclea (drama per a música, llibret de Silvio Stampiglia, 1700, Parma; revisió de l'òpera del mateix nom per Alessandro Scarlatti)
- Il Meleagro (acte 3) (conte pastoral, 1705, Pavia; en col·laboració amb Antonio Francesco Martinenghi (acte 1) i Paolo Magni (acte 2))
- Alessandro amante eroe (1706, Gènova)
- Annibale (drama per a música, 1706, Gènova)
- La virtù coronata, o sia Il Fernando (drama per a música, 1714, Parma)

Altres treballs
- I sogni regolati d'Amore (serenata, 1693, Parma)
- Missa solemne (1694, Parma)
- Italia consolata (introducció al ballet, 1696, Parma)
- I disegni della divina sapienza  (oratori, llibret de C. F. Badia, 1698, Venècia)
- Gli amori d'Apollo e Dafne  (introducció al ballet, 1699, Parma)
- Po, Imeneo e Citerea (serenata a 3 veus, violí i oboè)
- Diverses cantates i àries
- Fuga